# 斯佩靈角
斯佩靈角（英語：Sperring Point）是南極洲的海岬，位於肯普地，處於威廉斯科斯比灣西部，在1936年2月由英國探險隊發現和命名，現時由南極條約體系管理。